# Факултет за грађевину и геодезију Универзитета у Љубљани
Факултет за грађевину и геодезију Универзитета у Љубљани (словен. Fakulteta za gradbeništvo in geodezijo или FGG) је факултет члан Универзитета у Љубљани. Тренутни декан је проф. др Матјаж Микош.

## Организација
- Одељење за грађевину

- Катедра за општу хидротехнику
- Катедра за механику течност с лабораторијом
- Катедра за механику
- Институт за конструкције и земљетресно инжињерство
- Катедра за грађевинску информатику
- Катедра за масивне и дрвене конструкције
- Катедра за зграде и констукцијске елементе
- Катедра за металне конструкције
- Катедра за механику земљишта с лабораторијом
- Катедра за оперативну грађевину
- Катедра за пробање материјала и конструкција
- Институт за комуналну екомомију

- Одељење за геодезију

- Катедра за геодезију
- Катедра за картографију, фотограметрију и даљинску детекцију
- Катедра за математику, физикалну геодезију и навигацију
- Катедра за геоинформатику и катастре некретнина
- Катедра за просторско планирање
- Катедра за инжињерску геодезију

- Катедра за математику и физику
- Посебна педагошка јединица